# تذكرة إلكترونية

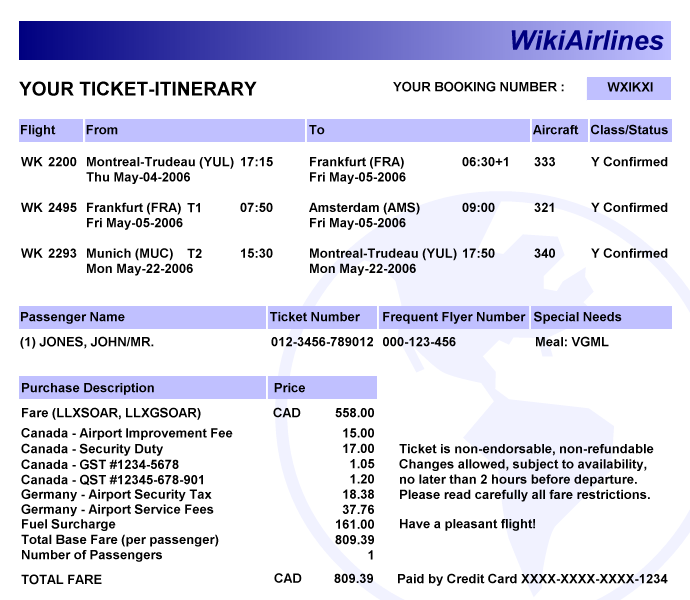
نموذج لخط سير الرحلة للحصول على تذكرة إلكترونية ذات فك مفتوح من مونتريال إلى أمستردام والعودة من ميونخ

التذكرة الإلكترونية هي وسيلة لتدوين التذاكر ومعالجتها وتسويقها للشركات العاملة في خطوط الطيران والسكك الحديدية وغيرها من صناعات النقل والترفيه.

## تذكرة طيران
تم تصميم التذاكر الإلكترونية في صناعة الطيران في عام 1994 تقريبًا، وحلت الآن إلى حد كبير محل أنظمة التذاكر الورقية متعددة الطبقات القديمة. منذ 1 يونيو 2008، أصبح إلزاميًا على أعضاء اتحاد النقل الجوي الدولي استخدام التذاكر الإلكترونية. مع استمرار توفر التذاكر الورقية في حالات محدودة، تفرض بعض شركات الطيران رسومًا على إصدار التذاكر الورقية.
عند تأكيد الحجز، تحتفظ شركة الطيران بسجل للحجز في نظام حجوزات الكمبيوتر الخاص بها. يمكن للعملاء طباعة أو قد يتم تزويدهم بنسخة من إيصال خط سير الرحلة الخاص بالتذكرة الإلكترونية والذي يحتوي على محدد موقع السجل أو رقم الحجز ورقم التذكرة الإلكترونية. من الممكن طباعة نسخ متعددة من إيصال خط سير الرحلة الخاص بالتذكرة الإلكترونية.
إلى جانب تقديم تفاصيل خط سير الرحلة، يحتوي إيصال خط سير الرحلة الإلكترونية أيضًا على:
- رقم تذكرة رسمي (بما في ذلك رمز تذاكر شركة الطيران المكون من 3 أرقام،[2] رقم نموذج مكون من 4 أرقام، ورقم تسلسلي مكون من 6 أرقام، وأحيانًا رقم تحقق).
- شروط وأحكام النقل (أو على الأقل الإشارة إليها).
- تفاصيل الأجرة والضرائب، بما في ذلك تفاصيل حساب الأجرة وبعض البيانات الإضافية مثل رموز الرحلات. قد لا يتم ذكر التكلفة الدقيقة، ولكن رمز «أساس السعر» سيحدد دائمًا الأجرة المستخدمة.
- ملخص قصير لقيود الأسعار، يحدد عادةً فقط ما إذا كان التغيير أو الاسترداد مسموحًا به ولكن ليس العقوبات التي يخضعون لها.
- طريقة الدفع.
- مكتب الإصدار.
- حد الامتعة المسموح به.

### التسجيل بتذكرة إلكترونية
يُطلب من الركاب الذين يحملون تذاكر إلكترونية تسجيل الوصول في المطار لرحلة بالطريقة المعتادة، باستثناء أنه قد يُطلب منهم تقديم إيصال خط سير رحلة إلكترونية أو بطاقة هوية شخصية، مثل جواز السفر أو بطاقة الائتمان. يمكنهم أيضًا استخدام محدد موقع السجل، والذي يُطلق عليه غالبًا مرجع الحجز، وهو رمز مكون من ستة أحرف وأرقام. قد يلزم إنتاج نسخة مطبوعة من إيصال خط سير الرحلة الإلكترونية للدخول إلى محطة بعض المطارات أو لتلبية لوائح الهجرة في بعض البلدان.[بحاجة لمصدر]
سمح إدخال التذاكر الإلكترونية بإجراء تحسينات مختلفة على عمليات تسجيل الوصول.

#### الخدمة الذاتية وتسجيل الوصول عن بعد
- تسجيل الوصول عبر الإنترنت / الهاتف / كشك الخدمة الذاتية (إذا أتاحت شركة الطيران هذا الخيار)
- حجز مبكر
- طباعة بطاقات الصعود على متن الطائرة في أكشاك المطار وفي مواقع أخرى غير المطارات.
- تسليم الرموز الشريطية لبطاقة صعود الطائرة عبر الرسائل القصيرة أو البريد الإلكتروني إلى جهاز محمول.

تساعد العديد من مواقع الويب الأشخاص الذين يحملون تذاكر إلكترونية في تسجيل الوصول عبر الإنترنت قبل تقييد الطيران لمدة أربع وعشرين ساعة. تخزن هذه المواقع معلومات رحلة الراكب وبعد ذلك عندما تفتح شركة الطيران لتسجيل الوصول عبر الإنترنت، يتم نقل البيانات إلى شركة الطيران ويتم إرسال بطاقة الصعود إلى العميل عبر البريد الإلكتروني. باستخدام تقنية التذكرة الإلكترونية هذه، إذا تلقى الراكب بطاقة صعود الطائرة عن بُعد وكان يسافر بدون أمتعة تسجيل الوصول، فيجوز له تجاوز إجراءات تسجيل الوصول التقليدية.

### قيود التذاكر الإلكترونية
إن أنظمة إصدار التذاكر لمعظم شركات الطيران قادرة فقط على إنتاج تذاكر إلكترونية لمسارات لا تزيد عن 16 قسمًا، بما في ذلك الأجزاء السطحية. هذا هو نفس الحد المطبق على التذاكر الورقية.
يتمثل أحد القيود المهمة الأخرى في أنه في الوقت الذي تم فيه تصميم التذاكر الإلكترونية في البداية، كانت معظم شركات الطيران لا تزال تمارس تجميع المنتجات. بحلول الوقت الذي بدأت فيه الصناعة تنفيذ التذاكر الإلكترونية بنسبة 100٪، بدأ المزيد والمزيد من شركات الطيران في تفكيك الخدمات المدرجة سابقًا (مثل الأمتعة المسجلة) وإضافتها مرة أخرى كرسوم اختيارية (إيرادات إضافية). ومع ذلك، لم يتوقع معيار التذكرة الإلكترونية ولم يتضمن آلية موحدة لمثل هذه الرسوم الاختيارية.
قامت آياتا لاحقًا بتطبيق معيار المستندات الإلكترونية المتنوعة (EMD) لمثل هذه المعلومات. بهذه الطريقة، يمكن لشركات الطيران أن تكشف باستمرار وتلتقط هذه الرسوم في وقت الحجز من خلال أنظمة حجز السفر، بدلاً من الاضطرار إلى مفاجأة الركاب بها عند تسجيل الوصول.

### الانتقال المفروض اياتا
كجزء من مبادرة تبسيط الأعمال من اتحاد النقل الجوي الدولي (IATA)، وضعت المنظمة برنامجًا لتحول الصناعة إلى التذاكر الإلكترونية بنسبة 100٪. واختتم البرنامج في 1 يونيو 2008، حيث قالت المنظمة إن وفورات الصناعة الناتجة بلغت حوالي 3 مليار دولار أمريكي.
في عام 2004، حدد مجلس محافظي الأياتا نهاية عام 2007 كموعد نهائي لشركات الطيران لإجراء الانتقال إلى إصدار التذاكر الإلكترونية بنسبة 100٪ للتذاكر التي تتم معالجتها من خلال خطة الفواتير والتسوية الخاصة بالاتحاد الدولي للنقل الجوي؛ في يونيو 2007، تم تمديد الموعد النهائي إلى 31 مايو 2008.
اعتبارًا من 1 يونيو 2008، لم يعد من الممكن إصدار التذاكر الورقية على مخزون محايد من قبل الوكالات التي تقدم تقاريرها إلى BSP المحلية. لا يخضع الوكلاء الذين يقدمون تقارير إلى ARC باستخدام اللمخزون التي توفرها الشركة أو إصدار التذاكر نيابة عن شركة الطيران (وكالات الخدمات العامة ومكاتب التذاكر) لهذا التقييد.
لم تكن الصناعة قادرة على الامتثال لتفويض اتحاد النقل الجوي الدولي وظلت التذاكر الورقية قيد التداول اعتبارًا من فبراير 2009.[بحاجة لمصدر]

## تذاكر القطار
بدأت شركة أمتراك بتقديم التذاكر الإلكترونية على جميع خطوط القطارات في 30 يوليو 2012. يمكن طلب هذه التذاكر عبر الإنترنت وطباعتها (كملف PDF) أو طباعتها في كشك Quik-Trak أو في شباك التذاكر في المحطة. يمكن أيضًا الاحتفاظ بالتذاكر الإلكترونية في هاتف ذكي وعرضها على الموصل باستخدام أحد التطبيقات. تذاكر الهاتف المحمول شائعة مع مشغلي شبكات قطارات الركاب في الولايات المتحدة (على سبيل المثال، MTA LIRR و Metro North) ولكنهما عادة ما يتم تقديمهما فقط على إصدار الولايات المتحدة من App Store ولا يقبلان سوى بطاقات الائتمان الصادرة من الولايات المتحدة حيث تطلب صفحة الدفع الخاصة بالتطبيق من المستخدم الرمز البريدي لبطاقة الائتمان لإكمال عملية الشراء.
يقدم العديد من مشغلي القطارات الأوروبيين أيضًا تذاكر قابلة للطباعة الذاتية أو قابلة للتنزيل. في كثير من الأحيان يمكن أيضًا تسليم التذاكر عن طريق الرسائل القصيرة أو رسائل الوسائط المتعددة. يصدر مشغلو السكك الحديدية في البلدان الأخرى أيضًا تذاكر إلكترونية. لدى المشغلين الوطنيين في الدنمارك وهولندا نظام وطني حيث تُستخدم بطاقات RFID الذكية كتذاكر قطار. في المملكة المتحدة، يخضع إصدار التذاكر القابلة للطباعة أو تذاكر الهاتف المحمول لتقدير مشغلي القطارات وغالبًا ما يكون متاحًا للتذاكر المسبقة فقط (أي صالحة فقط في قطار معين). هذا شائع جدًا في أوروبا بالنسبة للسكك الحديدية الحضرية المحلية، مثل النقل السريع / المترو.[بحاجة لمصدر] خلال عام 2010: أصبحت تطبيقات الهاتف شائعة بشكل متزايد. لا يتعين على الركاب زيارة آلة أو مكتب لشراء تذكرة أو إعادة تعبئة بطاقة RFID، ولكن يمكنهم شرائها في هواتفهم.
في الهند، تعتبر الرسالة النصية القصيرة التي ترسلها سكك الحديد الهندية، إلى جانب إثبات هوية صالح بمثابة تذكرة.

## تذاكر الرياضة والحفلات الموسيقية والسينما
تستخدم العديد من الأماكن الرياضية وأماكن الحفلات الموسيقية ودور السينما التذاكر الإلكترونية لأحداثها. غالبًا ما يتم تسليم التذاكر الإلكترونية، أو «التذاكر الإلكترونية» كما يشار إليها أحيانًا، كملفات PDF أو تنسيق آخر قابل للتنزيل يمكن استلامه عبر البريد الإلكتروني أو من خلال تطبيق الهاتف المحمول. تسمح التذاكر الإلكترونية للمنظمين بتجنب تكلفة إنتاج وتوزيع التذاكر المادية عن طريق تحويل التكاليف إلى العميل، الذي يجب أن يمتلك أجهزة إلكترونية وشراء الوصول إلى الإنترنت من أجل الحصول على التذاكر الخاصة بهم.
يجب تقديم نسخة مطبوعة من هذه التذاكر أو نسخة رقمية على الهاتف المحمول عند القدوم إلى المكان. تحتوي هذه التذاكر الآن أيضًا على رمز شريطي، والذي يمكن مسحه ضوئيًا عند الدخول إلى المكان لتبسيط معالجة الحشود. أصبحت التذاكر الإلكترونية منتشرة بشكل متزايد في صناعة الترفيه على مدار العقد الماضي.
في بعض الحالات، قد لا يحتاج المتفرجون الذين يرغبون في مشاهدة المباراة إلى تذكرة إلكترونية قابلة للطباعة. إذا قام شخص ما بعضوية فريق كرة قدم بحجز تذكرة عبر الإنترنت، فيمكن للعضو فقط التحقق من حجزه ببطاقة عضوية عند المدخل. هذا أمر شائع مع الفرق في الدوري الإنجليزي الممتاز.

## تطبيقات
في يناير 2017، أفيد أن الوزير الاتحادي الألماني للنقل والبنية التحتية الرقمية، ألكسندر دوبرينت، يريد إنشاء تذكرة إلكترونية لربط خدمات الحافلات والقطارات العامة بالإضافة إلى أماكن وقوف السيارات وخدمات مشاركة السيارات في جميع المدن. [بحاجة لتحديث] تم تقديم نظام التذاكر الإلكترونية على مستوى البلاد في الدنمارك في عام 2010، يسمى Rejsekort.

## روابط خارجية
- تبسيط صفحة ويب Business ET نسخة محفوظة 3 مايو 2017 على موقع واي باك مشين.
- تهدف «التذاكر غير الورقية» إلى إحباط المضاربة في الحفلات الموسيقية والأحداث الرياضية